# Tuyến Honam
Tuyến Honam là tuyến đường sắt chính phục vụ khu vực Honam (tỉnh Jeolla Bắc và Jeolla Nam) ở Hàn Quốc. Tuyến này thường xuyên phục vụ chuyến tàu từ Seoul (thông qua Tuyến Gyeongbu) đến Gwangju và Mokpo.

## Lịch sử
Đường sắt Honam từ Seoul đến Mokpo được đề xuất vào năm 1896 bởi một công ty Pháp. Sau khi chiến tranh Nga-Nhật xảy ra, vào tháng 5 năm 1904, Đế quốc Nhật Bản buộc Triều Tiên phải ký thỏa thuận cho phép quân đội Nhật Bản quản lý đường sắt, bao gồm cả quyền thu hồi đất. Nhật Bản thu hồi nhiều ruộng đất màu mỡ ở Hồ Nam để lên kế hoạch xây dựng tuyến Honam.
Công trình xây dựng được bắt đầu vào năm 1910.  Đoạn dài 39,9 km (24,8 mi) ở giữa Daejeon và Yeonsan được mở cửa vào tháng 7 năm 1911. Tuyến được mở rộng đến Ganggyeong vào tháng 11 năm 1911, đến Iri (ngày nay là Iksan) vào tháng 3 năm 1912, đến Gimje vào tháng 10 năm 1912 và đếnJeongeup vào tháng 12 năm 1912. Công trình tiếp tục được mở rộng đến hết tuyến, đoạn từ Mokpo đến Hakgyo (ngày nay là Hampyeong) mở cửa vào tháng 5 năm 1913; và mở rộng đến Naju vào tháng 7 năm 1913, đến Songjeong-ri (ngày nay là Gwangju•Songjeong) vào tháng 10 năm 1913, và cuối cùng là đến Jeongeup, hoàn tất tuyến vào ngày 11 tháng 1 năm 1914.

### Nâng cấp
Tuyến Honam được nâng cấp thành điện khí hóa và đường ray đôi với tốc độ cao hơn. Công trình xây dựng ray đôi được bắt đầu vào năm 1968. Độ dài hiện tại của tuyến từ Daejeon đến Mokpo là 252,5 km (156,9 mi), độ dài từ Seoul đến Mokpo là 407,6 km (253,3 mi).

## Dịch vụ
Tuyến Honam dành cho tàu chở hàng, cũng như đi xuyên quốc gia Mugunghwa-ho, nội thành Saemaul-ho và tàu hành khách tốc độ cao KTX.
Tính đến tháng 10 năm 2010, thời gian tối thiểu đi từ Ga Yongsan ở Seoul đến Mokpo là 4 giờ 42 phút bằng Saemaul và 5 giờ 2 phút bằng Mugungwha. Trên tuyến Honam, từ Seodaejeon đến Mokpo, thời gian đi tối thiểu là 2 giờ 51 phút bằng Saemaul và mất 3 giờ 5 phút bằng Mugungwha.

## Ga
- K: KTX
- S: SRT
- IS: ITX-Saemaeul
- M: Mugunghwa-ho
- IM: ITX-Maum

●: Tất cả tàu dừng, ▲: Một số tàu dừng, ｜: Tất cả tàu đều đi qua.
| Tên ga                               | Tên ga        | Tên ga     | S                           | K  | IS | M  | IM | Chuyển tuyến                                                                           | Khoảng cách | Tổng khoảng cách | Vị trí            | Vị trí        |
| Tiếng Anh                            | Hangul        | Hanja      | S                           | K  | IS | M  | IM | Chuyển tuyến                                                                           | Khoảng cách | Tổng khoảng cách | Vị trí            | Vị trí        |
| ------------------------------------ | ------------- | ---------- | --------------------------- | -- | -- | -- | -- | -------------------------------------------------------------------------------------- | ----------- | ---------------- | ----------------- | ------------- |
| ↑ Tuyến Gyeongbu Hướng đi Ga Yongsan |               |            |                             |    |    |    |    |                                                                                        |             |                  |                   |               |
| Daejeon jochajang                    | 대전조차장    | 大田操車場 | Qua Đường sắt cao tốc Honam | ｜ | ｜ | ｜ | ｜ | Tuyến kết nối Daejeonbuk Tuyến Gyeongbu                                                | -           | 0.0              | Daejeon           | Daedeok-gu    |
| Seodaejeon                           | 서대전        | 西大田     | Qua Đường sắt cao tốc Honam | ●  | ●  | ●  | ●  | Tuyến Daejeon                                                                          | 5.7         | 5.7              | Daejeon           | Jung-gu       |
| Gasuwon                              | 가수원        | 佳水院     | Qua Đường sắt cao tốc Honam | ｜ | ｜ | ｜ | ｜ |                                                                                        | 6.1         | 11.8             | Daejeon           | Seo-gu        |
| Heukseok-ri                          | 흑석리        | 黑石里     | Qua Đường sắt cao tốc Honam | ｜ | ｜ | ｜ | ｜ |                                                                                        | 5.5         | 17.3             | Daejeon           | Seo-gu        |
| Gyeryong                             | 계룡          | 鷄龍       | Qua Đường sắt cao tốc Honam | ●  | ▲  | ▲  | ｜ |                                                                                        | 8.1         | 25.4             | Chungcheongnam-do | Gyeryong-si   |
| Gaetaesa                             | 개태사        | 開泰寺     | Qua Đường sắt cao tốc Honam | ｜ | ｜ | ｜ | ｜ |                                                                                        | 9.3         | 34.7             | Chungcheongnam-do | Nonsan-si     |
| Yeonsan                              | 연산          | 連山       | Qua Đường sắt cao tốc Honam | ｜ | ｜ | ▲  | ｜ |                                                                                        | 4.9         | 39.6             | Chungcheongnam-do | Nonsan-si     |
| Buhwang                              | 부황          | 夫皇       | Qua Đường sắt cao tốc Honam | ｜ | ｜ | ｜ | ｜ |                                                                                        | 4.9         | 44.5             | Chungcheongnam-do | Nonsan-si     |
| Nonsan                               | 논산          | 論山       | Qua Đường sắt cao tốc Honam | ●  | ●  | ●  | ｜ |                                                                                        | 6.3         | 50.8             | Chungcheongnam-do | Nonsan-si     |
| Chaeun                               | 채운          | 彩雲       | Qua Đường sắt cao tốc Honam | ｜ | ｜ | ｜ | ｜ | Tuyến Ganggyeong                                                                       | 6.7         | 57.5             | Chungcheongnam-do | Nonsan-si     |
| Ganggyeong                           | 강경          | 江景       | Qua Đường sắt cao tốc Honam | ｜ | ▲  | ▲  | ｜ |                                                                                        | 3.2         | 60.7             | Chungcheongnam-do | Nonsan-si     |
| Yongdong                             | 용동          | 龍東       | Qua Đường sắt cao tốc Honam | ｜ | ｜ | ｜ | ｜ |                                                                                        | 6.0         | 66.7             | Jeollabuk-do      | Iksan-si      |
| Hamyeol                              | 함열          | 咸悅       | Qua Đường sắt cao tốc Honam | ｜ | ▲  | ●  | ｜ |                                                                                        | 5.1         | 71.8             | Jeollabuk-do      | Iksan-si      |
| Hwangdeung                           | 황등          | 黃登       | Qua Đường sắt cao tốc Honam | ｜ | ｜ | ｜ | ｜ |                                                                                        | 9.4         | 81.2             | Jeollabuk-do      | Iksan-si      |
| -                                    | 연결선 (분기) | -          | Qua Đường sắt cao tốc Honam | ｜ | ｜ | ｜ | ｜ | Đường sắt cao tốc Honam                                                                | 3.7         | 84.9             | Jeollabuk-do      | Iksan-si      |
| Iksan                                | 익산          | 益山       | ●                           | ●  | ●  | ●  | ●  | Tuyến Jeollla Tuyến Janghang                                                           | 3.0         | 87.9             | Jeollabuk-do      | Iksan-si      |
| -                                    | 연결선 (분기) | -          | Qua Đường sắt cao tốc Honam | ｜ | ｜ | ｜ | ｜ | Đường sắt cao tốc Honam                                                                | 0.4         | 182.9            | Jeollabuk-do      | Iksan-si      |
| Buyong                               | 부용          | 芙蓉       | Qua Đường sắt cao tốc Honam | ｜ | ｜ | ｜ | ｜ |                                                                                        | 7.4         | 95.3             | Jeollabuk-do      | Gimje-si      |
| Gimje                                | 김제          | 金堤       | Qua Đường sắt cao tốc Honam | ●  | ●  | ●  | ●  |                                                                                        | 7.1         | 105.6            | Jeollabuk-do      | Gimje-si      |
| Gamgok                               | 감곡          | 甘谷       | Qua Đường sắt cao tốc Honam | ｜ | ｜ | ｜ | ｜ |                                                                                        | 6.8         | 112.4            | Jeollabuk-do      | Jeongeup-si   |
| Sintaein                             | 신태인        | 新泰仁     | Qua Đường sắt cao tốc Honam | ｜ | ▲  | ●  | ｜ |                                                                                        | 5.5         | 117.9            | Jeollabuk-do      | Jeongeup-si   |
| -                                    | 연결선 (분기) | -          | Qua Đường sắt cao tốc Honam | ｜ | ｜ | ｜ | ｜ | Đường sắt cao tốc Honam                                                                | 6.9         | 130.4            | Jeollabuk-do      | Jeongeup-si   |
| Jeongeup                             | 정읍          | 井邑       | ▲                           | ▲  | ●  | ●  | ●  |                                                                                        | 1.0         | 131.4            | Jeollabuk-do      | Jeongeup-si   |
| -                                    | 연결선 (분기) | -          | Qua Đường sắt cao tốc Honam | ｜ | ｜ | ｜ | ｜ | Đường sắt cao tốc Honam                                                                | 1.0         | 132.4            | Jeollabuk-do      | Jeongeup-si   |
| Cheonwon                             | 천원          | 川原       | Qua Đường sắt cao tốc Honam | ｜ | ｜ | ｜ | ｜ |                                                                                        | 5.0         | 137.4            | Jeollabuk-do      | Jeongeup-si   |
| Noryeong                             | 노령          | 蘆嶺       | Qua Đường sắt cao tốc Honam | ｜ | ｜ | ｜ | ｜ |                                                                                        | 4.2         | 141.6            | Jeollabuk-do      | Jeongeup-si   |
| Baegyangsa                           | 백양사        | 白羊寺     | Qua Đường sắt cao tốc Honam | ｜ | ｜ | ●  | ｜ |                                                                                        | 7.0         | 148.6            | Jeollanam-do      | Jangseong-gun |
| Anpyeong                             | 안평          | 安平       | Qua Đường sắt cao tốc Honam | ｜ | ｜ | ｜ | ｜ | Tuyến Jangseonghwamul                                                                  | 11.5        | 160.1            | Jeollanam-do      | Jangseong-gun |
| Jangseong                            | 장성          | 長城       | Qua Đường sắt cao tốc Honam | ●  | ●  | ●  | ●  |                                                                                        | 3.7         | 163.8            | Jeollanam-do      | Jangseong-gun |
| Imgok                                | 임곡          | 林谷       | Qua Đường sắt cao tốc Honam | ｜ | ｜ | ｜ | ｜ |                                                                                        | 10.9        | 174.7            | Gwangju           | Gwangsan-gu   |
| Hanam                                | 하남          | 河南       | Qua Đường sắt cao tốc Honam | ｜ | ｜ | ｜ | ｜ |                                                                                        | 6.5         | 181.2            | Gwangju           | Gwangsan-gu   |
| -                                    | 연결선 (분기) | -          | Qua Đường sắt cao tốc Honam | ｜ | ｜ | ｜ | ｜ | Đường sắt cao tốc Honam                                                                | 1.0         | 182.2            | Gwangju           | Gwangsan-gu   |
| Buksongjeong                         | 북송정        | 北松汀     | ｜                          | ｜ | ｜ | ｜ | ｜ | 북송정삼각선, 광주선                                                                   | 1.8         | 184.0            | Gwangju           | Gwangsan-gu   |
| Gwangjusongjeong                     | 광주송정      | 光州松汀   | ●                           | ●  | ●  | ●  | ●  | Tuyến Gwangju, Tuyến Gyeongjeon ● Tàu điện ngầm Gwangju tuyến 1 (Ga Gwangju Songjeong) | 1.7         | 185.7            | Gwangju           | Gwangsan-gu   |
| Noan                                 | 노안          | 老安       | ｜                          | ｜ | ｜ | ｜ | ｜ |                                                                                        | 9.3         | 195.0            | Jeollanam-do      | Naju-si       |
| Naju                                 | 나주          | 羅州       | ●                           | ▲  | ●  | ●  | ●  |                                                                                        | 6.5         | 201.5            | Jeollanam-do      | Naju-si       |
| Dasi                                 | 다시          | 多侍       | ｜                          | ｜ | ｜ | ▲  | ｜ |                                                                                        | 7.4         | 208.9            | Jeollanam-do      | Naju-si       |
| Gomagwon                             | 고막원        | 古幕院     | ｜                          | ｜ | ｜ | ｜ |    |                                                                                        | 3.2         | 212.1            | Jeollanam-do      | Naju-si       |
| Hampyeong                            | 함평          | 咸平       | ｜                          | ｜ | ●  | ●  | ▲  |                                                                                        | 6.8         | 218.9            | Jeollanam-do      | Hampyeong-gun |
| Muan                                 | 무안          | 務安       | ｜                          | ｜ | ｜ | ▲  | ｜ |                                                                                        | 7.6         | 226.5            | Jeollanam-do      | Muan-gun      |
| Mongtan                              | 몽탄          | 夢灘       | ｜                          | ｜ | ｜ | ▲  | ｜ |                                                                                        | 3.8         | 230.3            | Jeollanam-do      | Muan-gun      |
| Illo                                 | 일로          | 一老       | ｜                          | ｜ | ▲  | ●  | ▲  | Tuyến Daebul                                                                           | 9.6         | 239.9            | Jeollanam-do      | Muan-gun      |
| Imseong-ri                           | 임성리        | 任城里     | ｜                          | ｜ | ｜ | ▲  | ｜ |                                                                                        | 5.3         | 245.2            | Jeollanam-do      | Mokpo-si      |
| Mokpo                                | 목포          | 木浦       | ●                           | ●  | ●  | ●  | ●  |                                                                                        | 7.3         | 252.5            | Jeollanam-do      | Mokpo-si      |